# Teun Koopmeiners
Teun Koopmeiners (Castricum, 28 februari 1998) is een Nederlands voetballer die doorgaans als middenvelder speelt. Hij verruilde in augustus 2024 Atalanta Bergamo voor Juventus. Zijn twee jaar jongere broer Peer Koopmeiners is eveneens profvoetballer. In 2020 maakte hij zijn debuut voor het Nederlands elftal.

## Clubcarrière

### Jong AZ
Koopmeiners speelde in de jeugd van AZ, waarmee hij in het seizoen 2016/17 kampioen van de Tweede divisie werd. Hij debuteerde in het betaald voetbal in Jong AZ op 18 augustus 2017, in een met 1–3 gewonnen wedstrijd uit tegen FC Den Bosch. Op 12 september maakte hij in een 2-2 gelijkspel tegen Telstar zijn eerste goal in het betaalde voetbal en zijn eerste en enige voor Jong AZ.

### AZ

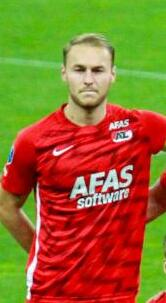
Koopmeiners in 2020 met AZ

Zijn debuut in het eerste elftal van AZ volgde op 1 oktober 2017, tijdens een met 0–4 verloren competitiewedstrijd thuis tegen Feyenoord. Vanaf dat moment was hij een vaste waarde in het elftal als controlerend middenvelder en miste hij nog maar twee competitiewedstrijden dat seizoen. In zijn tweede wedstrijd, op 22 oktober tegen FC Utrecht (3-0) maakte hij zijn eerste doelpunt voor AZ. Op 22 april 2018 stond hij in de bekerfinale tegen Feyenoord, die met 3-0 verloren ging. In zijn eerste seizoen voor AZ was hij goed voor 31 wedstrijden, één goal en zes assists. 
Het seizoen 2018/19 begon Koopmeiners met een goal in de openingswedstrijd tegen NAC Breda (5-0). Op 16 september stond hij tegen Feyenoord centraal achterin naast Pantelis Hatzidiakos door een blessure van Ron Vlaar. Dat seizoen zette trainer John van den Brom hem vooral in als centrale verdediger benut. Gezien zijn voorkeur voor het middenveld, was Koopmeiners daar niet gelukkig mee. Zowel op 2 februari tegen FC Emmen (5-0) als 3 maart 2019 tegen Fortuna Sittard (4-2) scoorde Koopmeiners als centrale verdediger tweemaal. Hij was vanaf dat seizoen de vaste strafschopnemer voor AZ en scoorde negen goals dat seizoen.
In het seizoen 2019/20 plaatste nieuwe trainer Arne Slot Koopmeiners weer op het middenveld en hij maakte hem aanvoerder. Hij maakte een snelle ontwikkeling door. Op 19 september maakte Koopmeiners als aanvoerder zijn debuut in het hoofdtoernooi van de UEFA Europa League tegen Partizan Belgrado. Tussen 1 september en 6 oktober scoorde Koopmeiners vijf keer in zes Eredivisiewedstrijden. Op 24 oktober scoorde hij zijn eerste twee goals op internationaal niveau tegen Astana FK (6-0 overwinning). Op 23 februari en 7 maart 2020 scoorde Koopmeiners opnieuw twee keer, eerst tegen PEC Zwolle en daarna tegen ADO Den Haag. Op het moment dat de competitie werd afgebroken door de coronapandemie stond Koopmeiners AZ op punten gelijk met koploper Ajax en stond hij in de top tien van topscorers dat seizoen. Een kans op een kampioenschap kwam er echter niet door de coronapandemie.
In zijn vierde seizoen bij AZ miste Koopmeiners slechts drie wedstrijden. Hij speelde veertig wedstrijden in alle competities en kwam daarin tot zeventien goals en zeven assists. Hij begon nog aan het seizoen 2021/22 bij AZ, maar genoot al de hevige interesse van andere clubs. Voor AZ kwam Koopmeiners tussen 2017 en 2021 tot 154 wedstrijden, waarin hij 43 doelpunten scoorde en zeventien assists gaf.

### Atalanta Bergamo
In augustus 2021 tekende Koopmeiners een vierjarig contract bij Atalanta Bergamo, dat zo'n 14 miljoen euro voor hem over had. Op 11 september 2021 maakte hij als invaller zijn debuut in de met 1–2 verloren thuiswedstrijd tegen Fiorentina. Drie dagen later maakte hij zijn debuut in de UEFA Champions League tegen Villarreal CF. Op 30 november maakte Koopmeiners zijn eerste goal voor Atalanta in een 4-0 overwinning op Venezia FC. Daar waar hij bij AZ vaak een controlerende rol op het middenveld had, zag trainer Gian Piero Gasperini hem meer als een van de twee aanvallende middenvelders in een 3-4-2-1 opstelling. Op 28 februari 2022 scoorde Koopmeiners vanuit die positie twee doelpunten tegen UC Sampdoria (4-0). 
Ook in zijn tweede seizoen bij Atalanta was Koopmeiners onbetwist basisspeler. Op 1 september scoorde hij een hattrick in een 3-1 overwinning op Torino FC. Dit kunstje herhaalde hij op de allerlaatste speeldag van het seizoen tegen AC Monza (5-2 overwinning). Hij werd pas de zesde Nederlander die minstens tien goals maakte in één Serie A-seizoen, na Faas Wilkes, André Roosenburg, Marco van Basten, Bryan Roy en Ruud Gullit. Bovendien scoorde samen met Koopmeiners alleen Van Basten (negen keer) vaker dan één keer een hattrick in de Serie A. 
Op 10 maart 2024 scoorde Koopmeiners tweemaal tegen Juventus FC (2-2), dat op dat moment al een aantal weken aan hem gelinkt werd. Op 22 mei speelde hij de finale van de UEFA Europa League tegen Bayer 04 Leverkusen, dat op dat moment in alle competities nog ongeslagen was. Atalanta won met 3-0 en won daarmee de tweede prijs in de clubgeschiedenis, na de beker in 1963.

## Clubstatistieken
| Seizoen        | Club             | Competitie     | Competitie | Competitie | Beker | Beker | Internationaal | Internationaal | Totaal | Totaal |
| Seizoen        | Club             | Competitie     | Wed.       | Dlp.       | Wed.  | Dlp.  | Wed.           | Dlp.           | Wed.   | Dlp.   |
| -------------- | ---------------- | -------------- | ---------- | ---------- | ----- | ----- | -------------- | -------------- | ------ | ------ |
| 2017/18        | Jong AZ          | Eerste divisie | 6          | 1          | —     | —     | —              | —              | 6      | 1      |
| 2017/18        | AZ               | Eredivisie     | 26         | 1          | 5     | 0     | —              | —              | 31     | 1      |
| 2018/19        | AZ               | Eredivisie     | 32         | 8          | 4     | 0     | 1              | 1              | 37     | 9      |
| 2019/20        | AZ               | Eredivisie     | 25         | 11         | 3     | 1     | 14             | 4              | 42     | 16     |
| 2020/21        | AZ               | Eredivisie     | 31         | 15         | 1     | 0     | 8              | 2              | 40     | 17     |
| 2021/22        | AZ               | Eredivisie     | 2          | 0          | 0     | 0     | 2              | 0              | 4      | 0      |
| 2021/22        | Atalanta Bergamo | Serie A        | 30         | 4          | 2     | 0     | 11             | 0              | 43     | 4      |
| 2022/23        | Atalanta Bergamo | Serie A        | 33         | 10         | 2     | 0     | –              | –              | 35     | 10     |
| 2023/24        | Atalanta Bergamo | Serie A        | 33         | 12         | 5     | 3     | 12             | 0              | 50     | 15     |
| Carrièretotaal | Carrièretotaal   | Carrièretotaal | 220        | 62         | 22    | 4     | 48             | 7              | 288    | 73     |

## Interlandcarrière
Op 7 oktober 2020 maakte Koopmeiners zijn debuut voor het Nederlands elftal in de vriendschappelijke wedstrijd tegen Mexico. Tijdens het naar 2021 uitgestelde EK 2020 behoorde hij tot de selectie van het Nederlands elftal, maar kreeg geen speeltijd.
Hij werd geselecteerd voor deelname aan het WK 2022 en maakte daar zijn debuut als invaller in de eerste wedstrijd tegen Senegal. In de tweede wedstrijd tegen Ecuador stond hij in de basis op de positie naast Frenkie de Jong ten koste van Steven Berghuis die daar de eerste wedstrijd speelde. In de derde en vierde wedstrijd verloor Koopmeiners zijn basisplek, deze werd overgenomen door Marten de Roon.
Hij werd geselecteerd voor deelname aan het EK 2024, maar liep kort voor de start van dit toernooi een liesblessure op, waardoor hij niet kon deelnemen aan dit EK.
| Interlands van Teun Koopmeiners voor Nederland | Interlands van Teun Koopmeiners voor Nederland | Interlands van Teun Koopmeiners voor Nederland | Interlands van Teun Koopmeiners voor Nederland | Interlands van Teun Koopmeiners voor Nederland | Interlands van Teun Koopmeiners voor Nederland |
| No.                                            | Datum                                          | Wedstrijd                                      | Uitslag                                        | Competitie                                     | Doelpunten                                     |
| ---------------------------------------------- | ---------------------------------------------- | ---------------------------------------------- | ---------------------------------------------- | ---------------------------------------------- | ---------------------------------------------- |
|                                                |                                                |                                                |                                                |                                                |                                                |
| Als speler bij AZ                              |                                                |                                                |                                                |                                                |                                                |
| 1.                                             | 7 oktober 2020                                 | Nederland – Mexico                             | 0 – 1                                          | Vriendschappelijk                              |                                                |
| Als speler bij Atalanta Bergamo                | Als speler bij Atalanta Bergamo                | Als speler bij Atalanta Bergamo                | Als speler bij Atalanta Bergamo                | Als speler bij Atalanta Bergamo                | 3                                              |
| 2.                                             | 7 september 2021                               | Nederland – Turkije                            | 6 – 1                                          | Kwalificatie WK 2022                           |                                                |
| 3.                                             | 13 november 2021                               | Montenegro – Nederland                         | 2 – 2                                          | Kwalificatie WK 2022                           |                                                |
| 4.                                             | 26 maart 2022                                  | Nederland – Denemarken                         | 4 – 2                                          | Vriendschappelijk                              |                                                |
| 5.                                             | 29 maart 2022                                  | Nederland – Duitsland                          | 1 – 1                                          | Vriendschappelijk                              |                                                |
| 6.                                             | 3 juni 2022                                    | België – Nederland                             | 1 – 4                                          | UEFA Nations League 2022/23                    |                                                |
| 7.                                             | 8 juni 2022                                    | Wales – Nederland                              | 1 – 2                                          | UEFA Nations League 2022/23                    | 50'                                            |
| 8.                                             | 11 juni 2022                                   | Nederland – Polen                              | 2 – 2                                          | UEFA Nations League 2022/23                    |                                                |
| 9.                                             | 14 juni 2022                                   | Nederland – Wales                              | 3 – 2                                          | UEFA Nations League 2022/23                    |                                                |
| 10.                                            | 22 september 2022                              | Polen – Nederland                              | 0 – 2                                          | UEFA Nations League 2022/23                    |                                                |
| 11.                                            | 21 november 2022                               | Senegal – Nederland                            | 0 – 2                                          | Groepsfase WK 2022                             |                                                |
| 12.                                            | 25 november 2022                               | Nederland – Ecuador                            | 1 – 1                                          | Groepsfase WK 2022                             |                                                |
| 13.                                            | 29 november 2022                               | Nederland – Qatar                              | 2 – 0                                          | Groepsfase WK 2022                             |                                                |
| 14.                                            | 3 december 2022                                | Nederland – Verenigde Staten                   | 3 – 1                                          | Achtste finale WK 2022                         |                                                |
| 15.                                            | 9 december 2022                                | Nederland – Argentinië                         | 2 – 2 (3 – 4)                                  | Kwartfinale WK 2022                            |                                                |
| 16.                                            | 14 juni 2023                                   | Nederland – Kroatië                            | 2 – 4                                          | UEFA Nations League 2022/23                    |                                                |
| 17.                                            | 18 juni 2023                                   | Nederland – Italië                             | 2 – 3                                          | UEFA Nations League 2022/23                    |                                                |
| 18.                                            | 10 september 2023                              | Ierland – Nederland                            | 1 – 2                                          | Kwalificatie EK 2024                           |                                                |
| 19.                                            | 18 november 2023                               | Nederland – Ierland                            | 1 – 0                                          | Kwalificatie EK 2024                           |                                                |
| 20.                                            | 21 november 2023                               | Gibraltar – Nederland                          | 0 – 6                                          | Kwalificatie EK 2024                           | 38'                                            |
| 21.                                            | 22 maart 2024                                  | Nederland – Schotland                          | 4 – 0                                          | Vriendschappelijk                              |                                                |
| 22.                                            | 16 november 2024                               | Nederland – Hongarije                          | 4 – 0                                          | Nations League 2024/25                         | 85'                                            |
| 23.                                            | 19 november 2024                               | Bosnië en Herzegovina - Nederland              | 1 – 1                                          | Nations League 2024/25                         |                                                |
| 24.                                            | 20 maart 2025                                  | Nederland – Spanje                             | 2 – 2                                          | Nations League 2024/25                         |                                                |

## Erelijst
| Competitie         |         |         |         |         |
| Competitie         | Aantal  | Jaren   |         |         |
| Jong AZ            | Jong AZ | Jong AZ | Jong AZ | Jong AZ |
| ------------------ | ------- | ------- | ------- | ------- |
| Tweede divisie     | 1x      | 2016/17 |         |         |
| Atalanta Bergamo   |         |         |         |         |
| UEFA Europa League | 1x      | 2023/24 |         |         |

1 Perin ·
3 Bremer ·
4 Gatti ·
5 Locatelli ·
6 Danilo  ·
7 Conceição ·
8 Koopmeiners ·
9 Vlahović ·
10 Yıldız ·
11 González ·
14 Milik ·
15 Kalulu ·
16 McKennie ·
17 Adžić ·
18 Arthur ·
19 Thuram ·
21 Fagioli ·
22 Weah ·
23 Pinsoglio ·
26 Luiz ·
27 Cambiaso ·
29 Di Gregorio ·
32 Cabal ·
37 Savona ·
40 Rouhi ·
51 Mbangula ·
Coach: Tudor
1 Stekelenburg ·
2 Veltman ·
3 De Ligt ·
4 Aké ·
5 Wijndal ·
6 De Vrij ·
7 Berghuis ·
8 Wijnaldum  ·
9 L. de Jong ·
10 Depay ·
11 Promes ·
12 Van Aanholt ·
13 Krul ·
14 Klaassen ·
15 De Roon ·
16 Gravenberch ·
17 Blind ·
18 Malen ·
19 Weghorst ·
20 Van de Beek ·
21 F. de Jong ·
22 Dumfries ·
23 Bizot ·
24 Koopmeiners ·
25 Timber ·
26 Gakpo ·
Coach: De Boer
1 Pasveer ·
2 Timber ·
3 De Ligt ·
4 Van Dijk  · 
5 Aké ·
6 De Vrij ·
7 Bergwijn ·
8 Gakpo ·
9 L. de Jong ·
10 Depay ·
11 Berghuis ·
12 Lang ·
13 Bijlow ·
14 Klaassen ·
15 De Roon ·
16 Malacia ·
17 Blind ·
18 Janssen ·
19 Weghorst ·
20 Koopmeiners ·
21 F. de Jong ·
22 Dumfries ·
23 Noppert ·
24 Taylor ·
25 Simons ·
26 Frimpong ·
Coach: Van Gaal